# VIA Southbridges
Die Firma VIA Technologies produziert für ihre Northbridges diverse Southbridges für I/O-Funktionen. Diese VIA-Southbridges werden entweder über den PCI-Bus oder über das proprietäre V-Link mit den Northbridges verbunden.

## Modelle

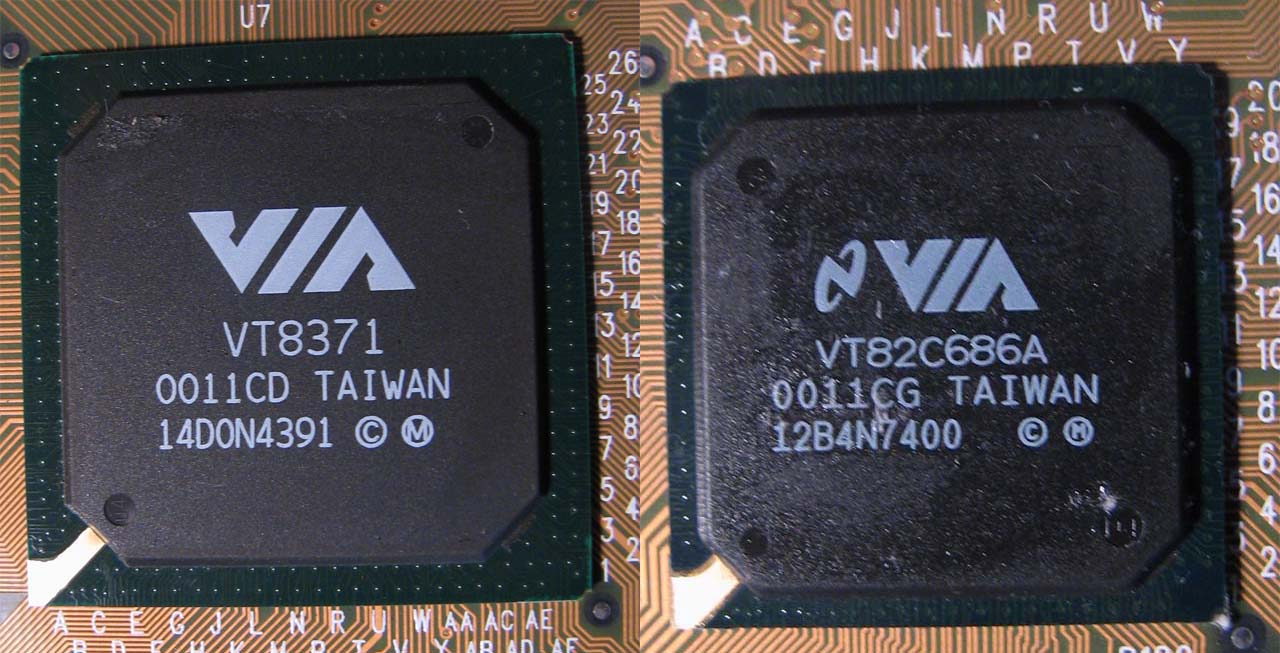
Die Southbridge 82C686A und die Northbridge VT8371 bildeten zusammen den ersten AMD-Athlon-Chipsatz KX133 von VIA Technologies.

### 82C686A
Die 82C686A war eine Southbridge mit Unterstützung für USB 1.1 und ATA-66. Sie wurde per PCI-Bus mit der Northbridge verbunden.

### 82C686B
Der Nachfolger der 82C686A Southbridge, die 82C686B, wurde besonders durch den „686B-Bug“ bekannt. Bei diesem Bug kam es zu Datenverlusten durch den Überlauf eines Puffers im Chip beim Kopieren von großen Datenmengen zwischen den beiden IDE-Kanälen des integrierten ATA-100 IDE-Controllers, wenn eine PCI-Karte im System verbaut war, die eine große Last auf dem PCI-Bus erzeugte. Besonders Soundkarten von Creative Labs (SoundBlaster Live!), aber auch TV-Karten waren Auslöser für dieses Problem, aber nicht die eigentliche Ursache. Unzählige gegenseitige Schuldzuweisungen, verschiedenste angebliche Ursachen, ungenügende Versuche, das Problem zu umgehen, und etliche Diskussionen von Benutzern in Foren markierten das Problem.

### VT8231
Trotz allem führten die Ereignisse im Zusammenhang mit der 82C686B in der Folge dazu, dass der PCI-Bus fortan nicht mehr als Verbindung zwischen North- und Southbridge benutzt wurde und VIA führte mit der VT8231 eine entsprechende proprietäre Verbindung mit einer Datenübertragungsrate von 266 MB/sec, genannt 4× V-Link, ein, um den PCI-Bus entsprechend zu entlasten. Ansonsten entsprach die VT8231 weitestgehend der 82C686B.

### VT8233(C)
Die VT8233 besaß einen integrierten LAN-Controller von VIA mit 100 MBit/s maximaler Übertragungsgeschwindigkeit. Die Variante VT8233C setzte dabei auf ein Netzwerk-PHY von 3Com. Die VT8233A war eine um ATA-133 erweiterte VT8233.

### VT8235

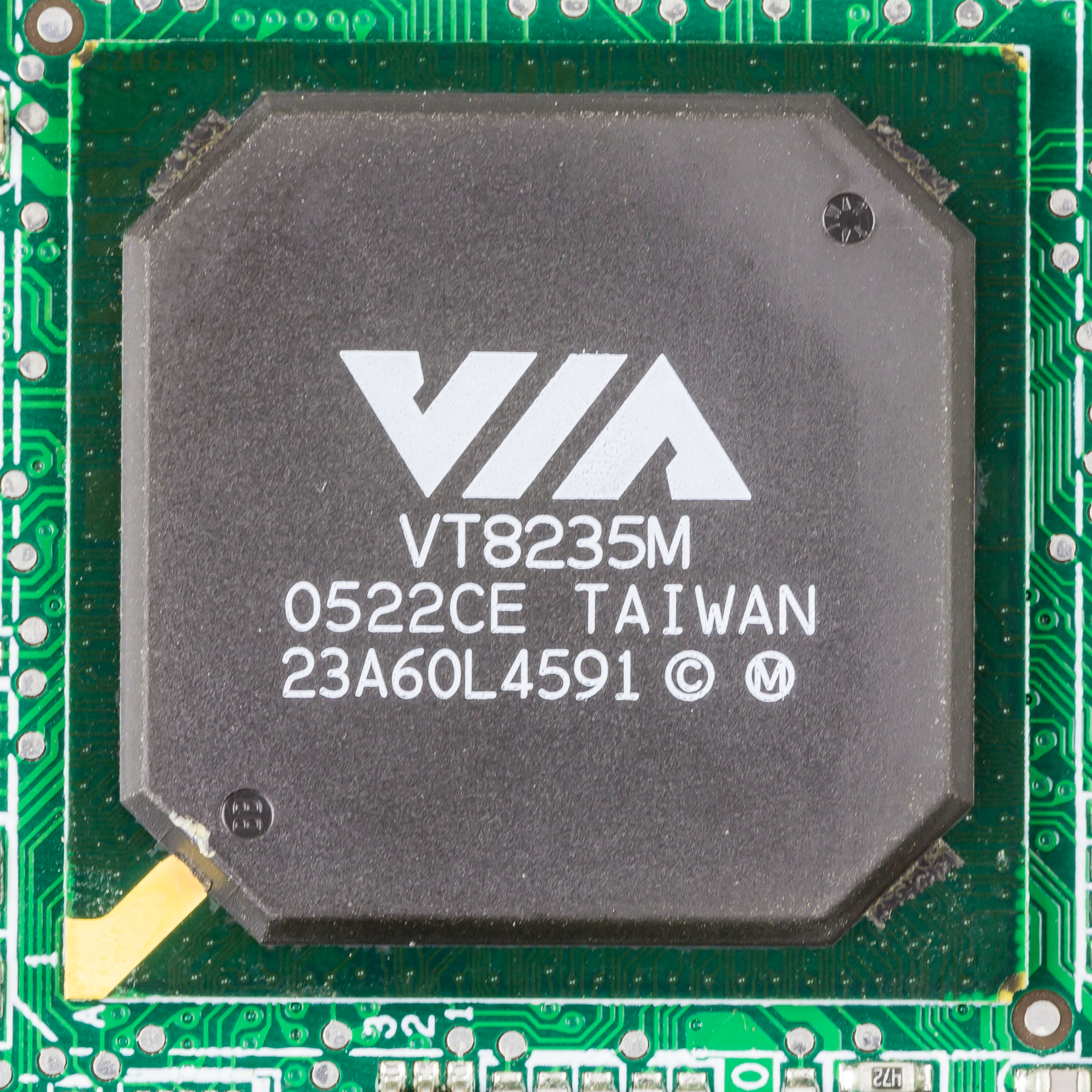
VIA VT8235 (Southbridge) im BGA-Gehäuse.

Als nächster Schritt stand dann die Integration von USB 2.0 an, welchen VIA mit der VT8235 vollzog. Die VT8235 war sehr populär und wurde gerne auch in Verbindung mit dem älteren VIA KT266A genutzt, da sie moderne Features auf günstigen Mainboards erlaubte, die vor allem für AMD Athlon XP und AMD Duron Prozessoren mit einem FSB von 133 MHz gedacht waren.

### VT8237(R+)

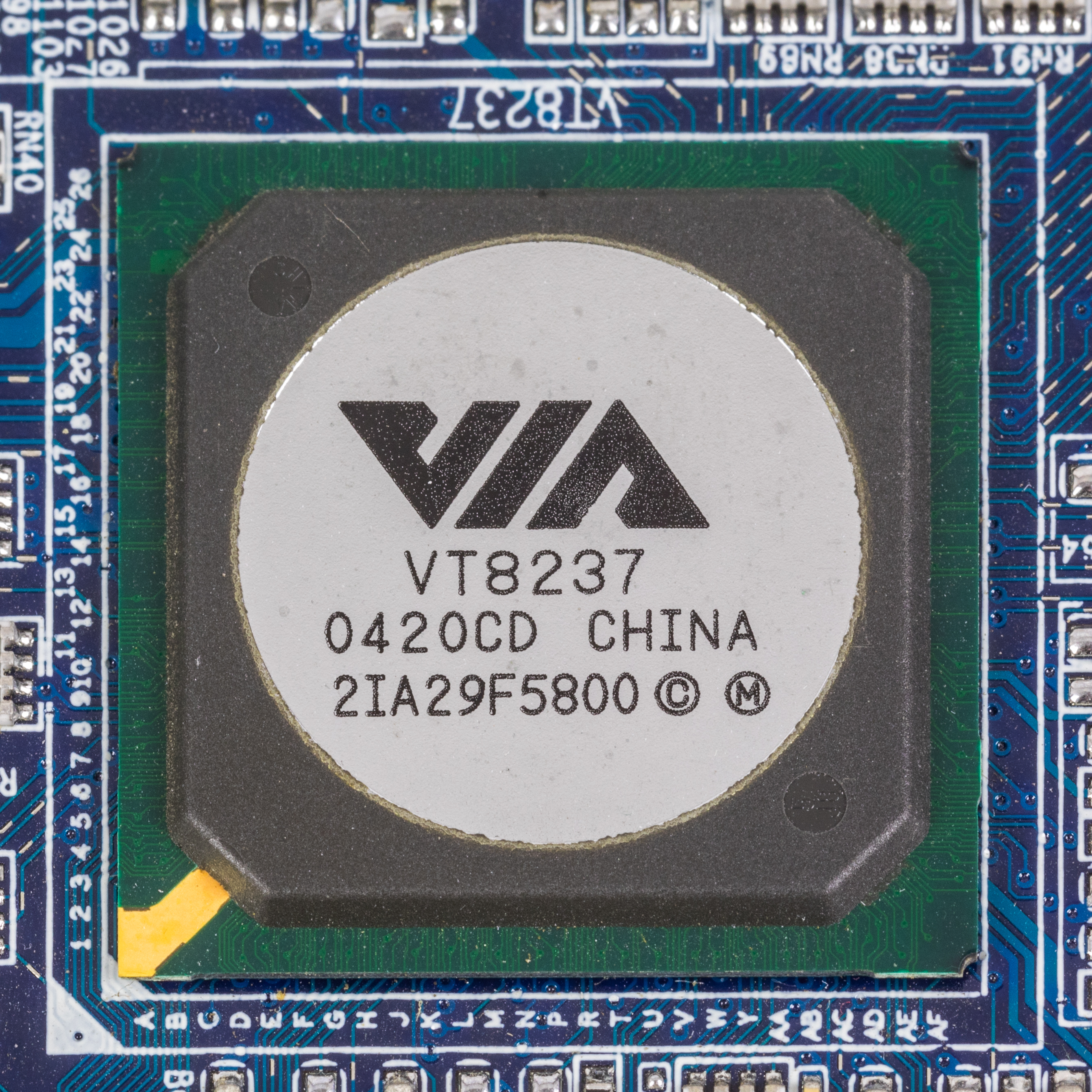
VIA VT8237

Die VT8237 bzw. VT8237R+ dürfte die am weitesten verbreitete Southbridge sein. Das liegt allerdings vor allem daran, dass sich der Nachfolger VT8239 um mehrere Jahre verzögerte und dann sogar zur VT8251 umbenannt wurde. Aus diesem Grund kam die VT8237 in den Jahren 2004 bis 2006 bei fast allen VIA-Northbridges zum Einsatz. Diese Southbridge basiert auf der VT8235 und erweiterte sie um zwei SATA-Ports und RAID-Funktionen. Zusätzlich können über einen SATA-PHY noch weitere zwei SATA-Ports realisiert werden (genannt SATA-Lite). Im Lauf der Zeit wurde die VT8237 in VT8237R+ umbenannt, um die RAID-Fähigkeit zu betonen. Mit dem Aufkommen von SATA-II-Geräten stellte man bei der VT8237 einen schwerwiegenden Fehler fest, SATA-II-Geräte werden entweder gar nicht oder nur nach langer Verzögerung erkannt. Die einzige Umgehungsmöglichkeit ist, die Geräte per Jumper oder Herstellersoftware in den SATA-I-Modus zu zwingen.

### VT8237A
Da die VT8237 aber nur AC’97-Sound bot, wurde eine neue Version als VT8237A auf den Markt gebracht, die das High Definition Audio Interface (HDA) unterstützte. Das wurde wegen der langen Verzögerung der VT8251 nötig. Zusätzlich wurde der Fehler der VT8237 im Zusammenhang mit SATA-II-Platten behoben.

### VT8237S
Diese überarbeitete Version erweiterte die VT8237A um Serial ATA II und ein Serial Peripheral Interface (SPI).

### VT8251
Ursprünglich als VT8239 geplant, verzögerte sich die VT8251 um mehrere Jahre und bietet vor allem vier SATA-II-Ports, ein High Definition Audio Interface (HDA), sowie zwei PCI Express (PCIe) Lanes.

### VT8261
Im Jahr 2009 erschien schließlich die Southbridge VT8261, welche nun auch Gigabit-Ethernet enthält.

## Modellübersicht
|              | Northbridge- Anbindung | SATA (Geräte & Geschwindigkeit) | PATA (Geräte & Geschwindigkeit) | RAID-Modi   | Ethernet     | Audio | USB         | PCI-Slots |
| ------------ | ---------------------- | ------------------------------- | ------------------------------- | ----------- | ------------ | ----- | ----------- | --------- |
| 82C686A      | PCI                    | –                               | 4× ATA-66                       | –           | –            | AC’97 | 04× USB 1.1 | –         |
| 82C686B      | PCI                    | –                               | 4× ATA-100                      | –           | –            | AC’97 | 04× USB 1.1 | –         |
| VT8231       | 4× V-Link              | –                               | 4× ATA-100                      | –           | –            | AC’97 | 06× USB 1.1 | ?         |
| VT8233(C, A) | 4× V-Link              | –                               | 4× ATA-100 A: ATA-133           | –           | 1× 100 0MBit | AC’97 | 06× USB 1.1 | 5         |
| VT8235       | 8× V-Link              | –                               | 4× ATA-133                      | –           | 1× 100 0MBit | AC’97 | 06× USB 2.0 | 5         |
| VT8237(R+)   | Ultra V-Link           | 2× SATA + 2× SATA-Lite          | 4× ATA-133                      | 0, 1, (0+1) | 1× 100 0MBit | AC’97 | 08× USB 2.0 | 6         |
| VT8237A      | Ultra V-Link           | 2× SATA + 2× SATA-Lite          | 4× ATA-133                      | 0, 1, (0+1) | 1× 100 0MBit | HDA   | 08× USB 2.0 | 6         |
| VT8237S      | Ultra V-Link           | 2× SATA-II + 2× SATA-Lite       | 4× ATA-133                      | 0, 1, (0+1) | 1× 100 0MBit | HDA   | 08× USB 2.0 | 6         |
| VT8251       | Ultra V-Link           | 4× SATA-II                      | 4× ATA-133                      | 0, 1, (0+1) | 1× 100 0MBit | HDA   | 08× USB 2.0 | 7         |
| VT8261       | Ultra V-Link           | 4× SATA-II                      | 2× ATA-133                      | ?           | 1× 1000 MBit | HDA   | 12× USB 2.0 | 5         |